# Ronnenberg
Ronnenberg település Németországban, azon belül Alsó-Szászország tartományban. Lakosainak száma 24 505 fő (2023. december 31.). Ronnenberg Wennigsen, Gehrden, Hannover, Hemmingen, Springe, Hiddestorf, Ohlendorf és Devese községekkel határos.

## Népesség
A település népességének változása:
| Lakosok száma | 24 050 | 24 080 | 24 347 | 24 239 | 24 570 | 24 505 |
|               | 2016   | 2017   | 2019   | 2021   | 2022   | 2023   |